# Берзайне
Берзайне (латыш. Bērzaine) — населённый пункт в Коценском крае Латвии. Административный центр Берзайнской волости. По данным на 2015 год, в населённом пункте проживало 266 человек. Есть волостная администрация, дом культуры, библиотека, фельдшерский пункт, почтовое отделение, несколько магазинов.

## История
Населённый пункт возник у бывшего поместья Яунбуртниеки.
В советское время населённый пункт был центром Берзайнского сельсовета Валмиерского района. В селе располагался колхоз «Берзайне».